# Josep Maria Carrera i Macià
Josep Maria Carrera i Macià (Navarcles, Bages, 25 de juny de 1937) és un metge ginecòleg considerat un dels més rellevants en la seva especialitat de Medicina Perinatal.
L'any 1962 es llicencià en medicina i cirurgia a la Universitat de Santiago de Compostel·la, s'especialitza en Obstetrícia i Ginecologia l'any 1965 a la Maternitat Provincial de Barcelona, dirigida llavors pel professor Santiago Dexeus. Més tard s'especialitza en Medicina Perinatal a diversos centres, entre els quals destaca el Centre Llatinoamericà de Perinatologia (CLAP). Cap del Servei d'Obstetrícia i Medicina Perinatal de l'Institut Universitari Dexeus de Barcelona del 1973 fins al 2002, any de la seva jubilació. Del 2003 fins al 2009 va ocupar el càrrec de secretari General de la World Association of Perinatal Medicine i el 2011. Catedràtic visitant de la Facultat de Medicina de la Universitat de Coimbra (1987). És el fundador de la ONG Matres Mundi de Barcelona. És autor de 42 llibres, 102 capítols i 223 articles  científics. Va ser nomenat doctor honoris causa per les Universitats de Coïmbra, de Montevideo i de Buenos Aires.